# Saint-Bazile-de-Meyssac
Pour les articles homonymes, voir Saint-Bazile.
Saint-Bazile-de-Meyssac (Sent Mauvire en occitan) est une commune française située dans le département de la Corrèze en région Nouvelle-Aquitaine.
Les habitants de Saint-Bazile-de-Meyssac sont des "Bazilois".

## Géographie

### Communes limitrophes
Les communes limitrophes sont  Lagleygeolle, Le Pescher, Marcillac-la-Croze, Meyssac et Saint-Julien-Maumont.

### Climat
Pour des articles plus généraux, voir Climat de la Nouvelle-Aquitaine et Climat de la Corrèze.
Historiquement, la commune est exposée à un climat océanique limousin.
En 2020, Météo-France publie une typologie des climats de la France métropolitaine dans laquelle la commune est dans une zone de transition entre le climat océanique altéré et le climat de montagne et est dans la région climatique  Ouest et nord-ouest du Massif Central, caractérisée par une pluviométrie annuelle de 900 à 1 500 mm, maximale en automne et en hiver.
Pour la période 1971-2000, la température annuelle moyenne est de 12,4 °C, avec  une amplitude thermique annuelle de 16,1 °C. Le cumul annuel moyen de précipitations est de 1 104 mm, avec 12,1 jours de précipitations en janvier et 7,3 jours en juillet. Pour la période 1991-2020, la température moyenne annuelle observée sur la station météorologique la plus proche, située sur la commune d'Argentat-sur-Dordogne à 17 km à vol d'oiseau, est de 12,7 °C et le cumul annuel moyen de précipitations est de 1 145,5 mm,. Pour l'avenir, les paramètres climatiques de la commune estimés pour 2050 selon différents scénarios d’émission de gaz à effet de serre sont consultables sur un site dédié publié par Météo-France en novembre 2022.

## Urbanisme

### Typologie
Au 1er janvier 2024, Saint-Bazile-de-Meyssac est catégorisée commune rurale à habitat très dispersé, selon la nouvelle grille communale de densité à 7 niveaux définie par l'Insee en 2022.
Elle est située hors unité urbaine. Par ailleurs la commune fait partie de l'aire d'attraction de Brive-la-Gaillarde, dont elle est une commune de la couronne,. Cette aire, qui regroupe 80 communes, est catégorisée dans les aires de 50 000 à moins de 200 000 habitants,.

### Occupation des sols
L'occupation des sols de la commune, telle qu'elle ressort de la base de données européenne d’occupation biophysique des sols Corine Land Cover (CLC), est marquée par l'importance des territoires agricoles (81,9 % en 2018), une proportion identique à celle de 1990 (81,9 %). La répartition détaillée en 2018 est la suivante : 
prairies (65,6 %), forêts (18,1 %), zones agricoles hétérogènes (16,3 %).
L'évolution de l’occupation des sols de la commune et de ses infrastructures peut être observée sur les différentes représentations cartographiques du territoire : la carte de Cassini (XVIIIe siècle), la carte d'état-major (1820-1866) et les cartes ou photos aériennes de l'IGN pour la période actuelle (1950 à aujourd'hui).

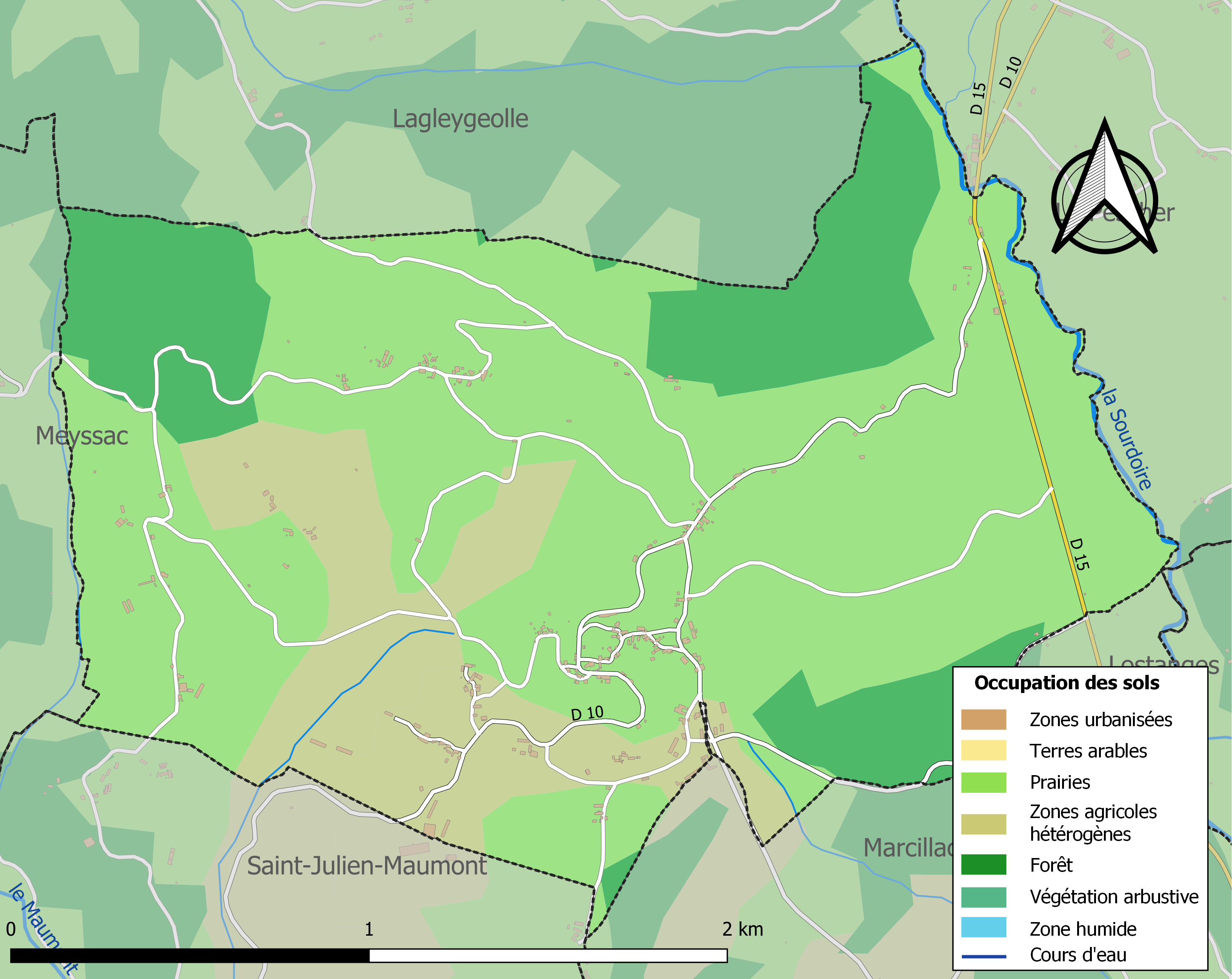
Carte des infrastructures et de l'occupation des sols de la commune en 2018 (CLC).

### Transport routier
- Réseau Réseau interurbain de la Corrèze

### Risques majeurs
Le territoire de la commune de Saint-Bazile-de-Meyssac est vulnérable à différents aléas naturels : météorologiques (tempête, orage, neige, grand froid, canicule ou sécheresse), inondations, feux de forêts, mouvements de terrains et séisme (sismicité très faible). Il est également exposé à un risque particulier : le risque de radon. Un site publié par le BRGM permet d'évaluer simplement et rapidement les risques d'un bien localisé soit par son adresse soit par le numéro de sa parcelle.

#### Risques naturels
Certaines parties du territoire communal sont susceptibles d’être affectées par le risque d’inondation par débordement de cours d'eau, notamment la Sourdoire,.

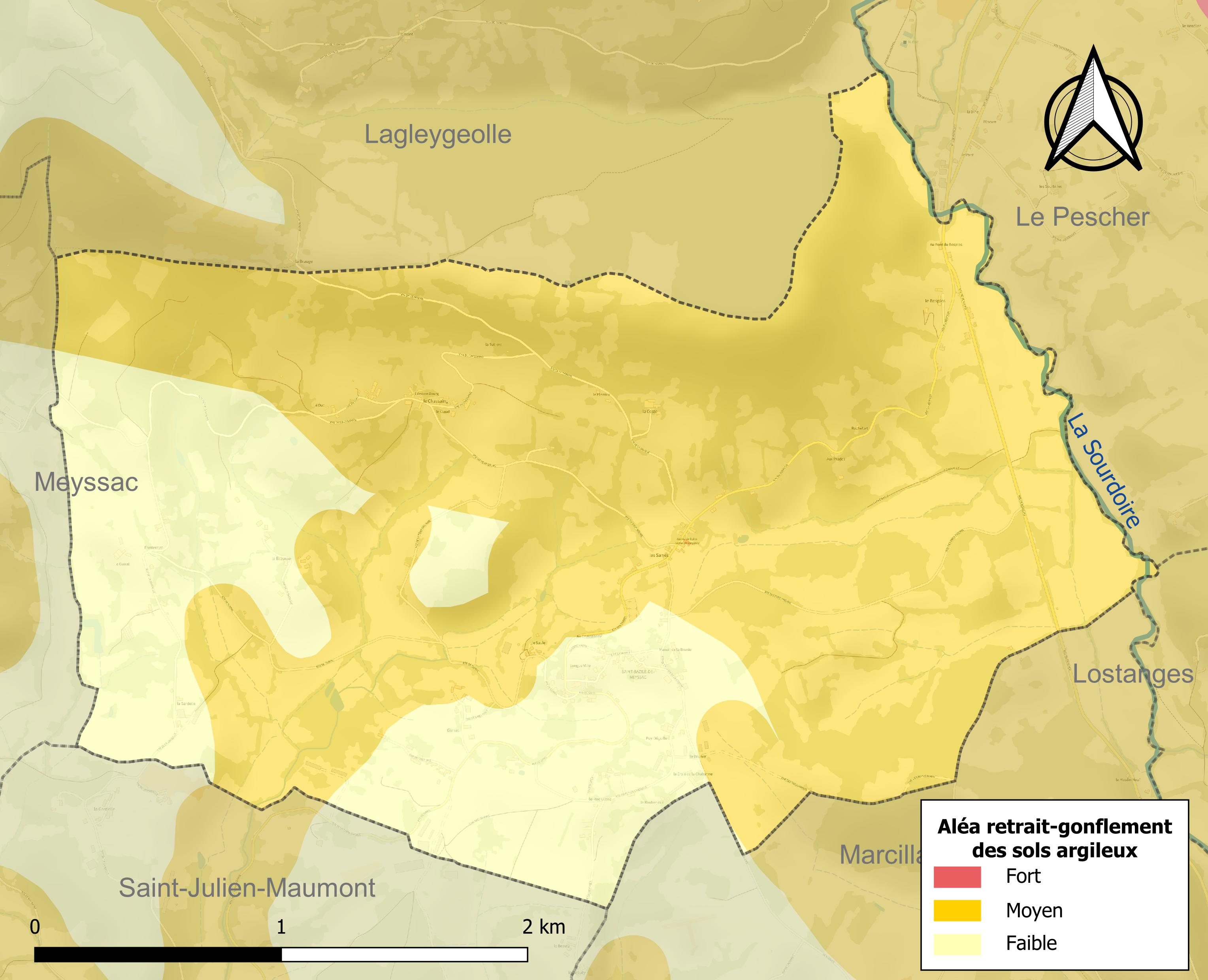
Carte des zones d'aléa retrait-gonflement des sols argileux de Saint-Bazile-de-Meyssac.

La commune est vulnérable au risque de mouvements de terrains constitué principalement du retrait-gonflement des sols argileux. Cet aléa est susceptible d'engendrer des dommages importants aux bâtiments en cas d’alternance de périodes de sécheresse et de pluie. 72,7 % de la superficie communale est en aléa moyen ou fort (26,8 % au niveau départemental et 48,5 % au niveau national). Sur les 106 bâtiments dénombrés sur la commune en 2019, 49 sont en aléa moyen ou fort, soit 46 %, à comparer aux 36 % au niveau départemental et 54 % au niveau national. Une cartographie de l'exposition du territoire national au retrait gonflement des sols argileux est disponible sur le site du BRGM,.
Concernant les feux de forêt, aucun plan de prévention des risques incendie de forêt (PPRIF) n’a été établi en Corrèze, néanmoins le code de l’urbanisme impose la prise en compte des risques dans les documents d’urbanisme. Le périmètre des servitudes d'utilité publique et des zones d'obligation légale de débroussaillement pour les particuliers est quant à lui défini pour la commune dans une carte dédiée.

#### Risque particulier
Dans plusieurs parties du territoire national, le radon, accumulé dans certains logements ou autres locaux, peut constituer une source significative d’exposition de la population aux rayonnements ionisants. Certaines communes du département sont concernées par le risque radon à un niveau plus ou moins élevé. Selon la classification de 2018, la commune de Saint-Bazile-de-Meyssac est classée en zone 3, à savoir zone à potentiel radon significatif.

## Histoire
Sous la Révolution française, pour suivre un décret de la Convention, la commune change de nom pour Côte-Montagnarde.

### Les Hospitaliers
Le village primitif correspond aujourd'hui au lieu-dit Le Chassaing sur la route de Meyssac, on y trouvait une église et un hôpital qui appartenaient à la commanderie hospitalière de l'ordre de Saint-Jean de Jérusalem de Bellechassagne du grand prieuré d'Auvergne alors que l'actuel village se trouve à l'emplacement d'un bourg qui s'appelait auparavant Longeviale / Longeville.

## Politique et administration
| Période   | Période  | Identité     | Étiquette | Qualité     |
| --------- | -------- | ------------ | --------- | ----------- |
| mars 2001 | 2014     | André Borie  | PS        |             |
| mars 2014 | En cours | Éric Ciscard | DVD       | Agriculteur |

## Démographie
| 1793 | 1800 | 1806 | 1821 | 1831 | 1836 | 1841 | 1846 | 1851 |
| ---- | ---- | ---- | ---- | ---- | ---- | ---- | ---- | ---- |
| 351  | 327  | 276  | 371  | 445  | 459  | 434  | 469  | 475  |

| 1856 | 1861 | 1866 | 1872 | 1876 | 1881 | 1886 | 1891 | 1896 |
| ---- | ---- | ---- | ---- | ---- | ---- | ---- | ---- | ---- |
| 466  | 487  | 480  | 475  | 474  | 477  | 420  | 412  | 379  |

| 1901 | 1906 | 1911 | 1921 | 1926 | 1931 | 1936 | 1946 | 1954 |
| ---- | ---- | ---- | ---- | ---- | ---- | ---- | ---- | ---- |
| 378  | 383  | 380  | 331  | 350  | 309  | 305  | 249  | 208  |

| 1962 | 1968 | 1975 | 1982 | 1990 | 1999 | 2006 | 2007 | 2012 |
| ---- | ---- | ---- | ---- | ---- | ---- | ---- | ---- | ---- |
| 206  | 191  | 168  | 148  | 140  | 152  | 156  | 156  | 143  |

| 2017 | 2022 | - | - | - | - | - | - | - |
| ---- | ---- | - | - | - | - | - | - | - |
| 130  | 137  | - | - | - | - | - | - | - |

## Lieux et monuments
- Église Saint-Baudile-de-Nîmes de Saint-Bazile-de-Meyssac

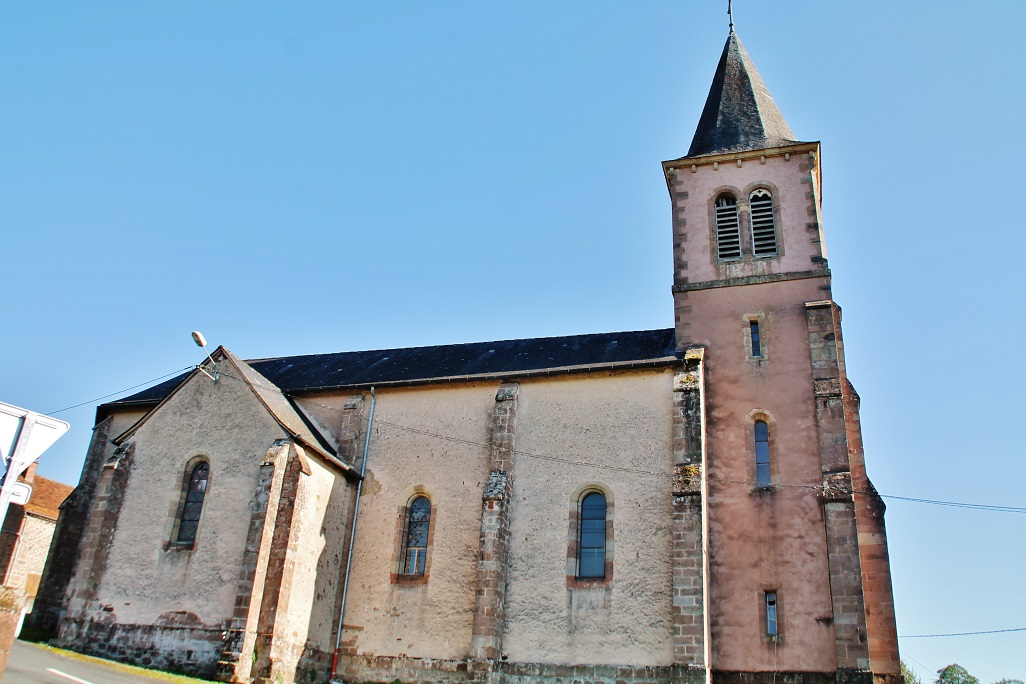
L'église Saint-Baudile de Saint-Bazile-de-Meyssac.
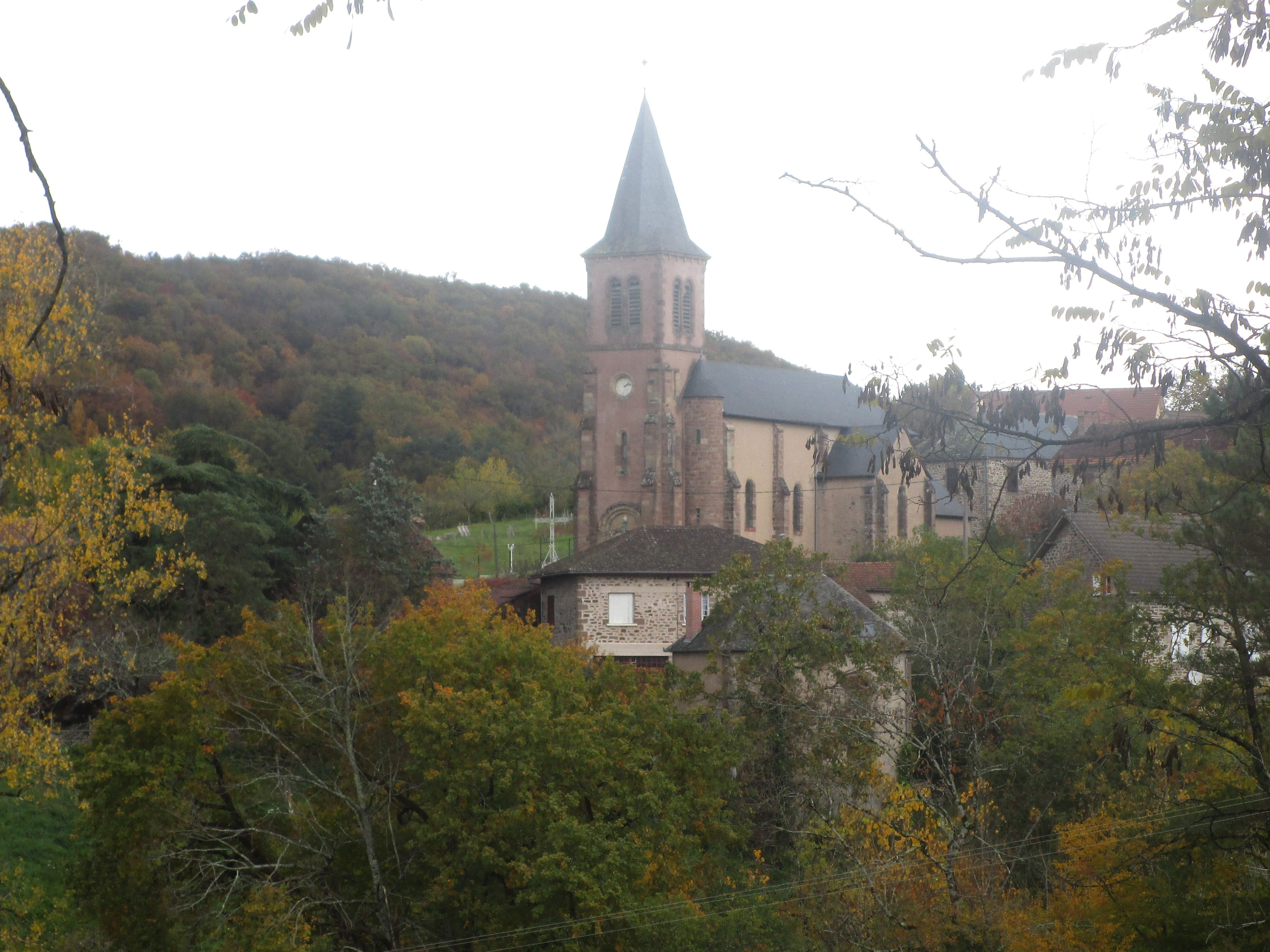
Vue de l'église.
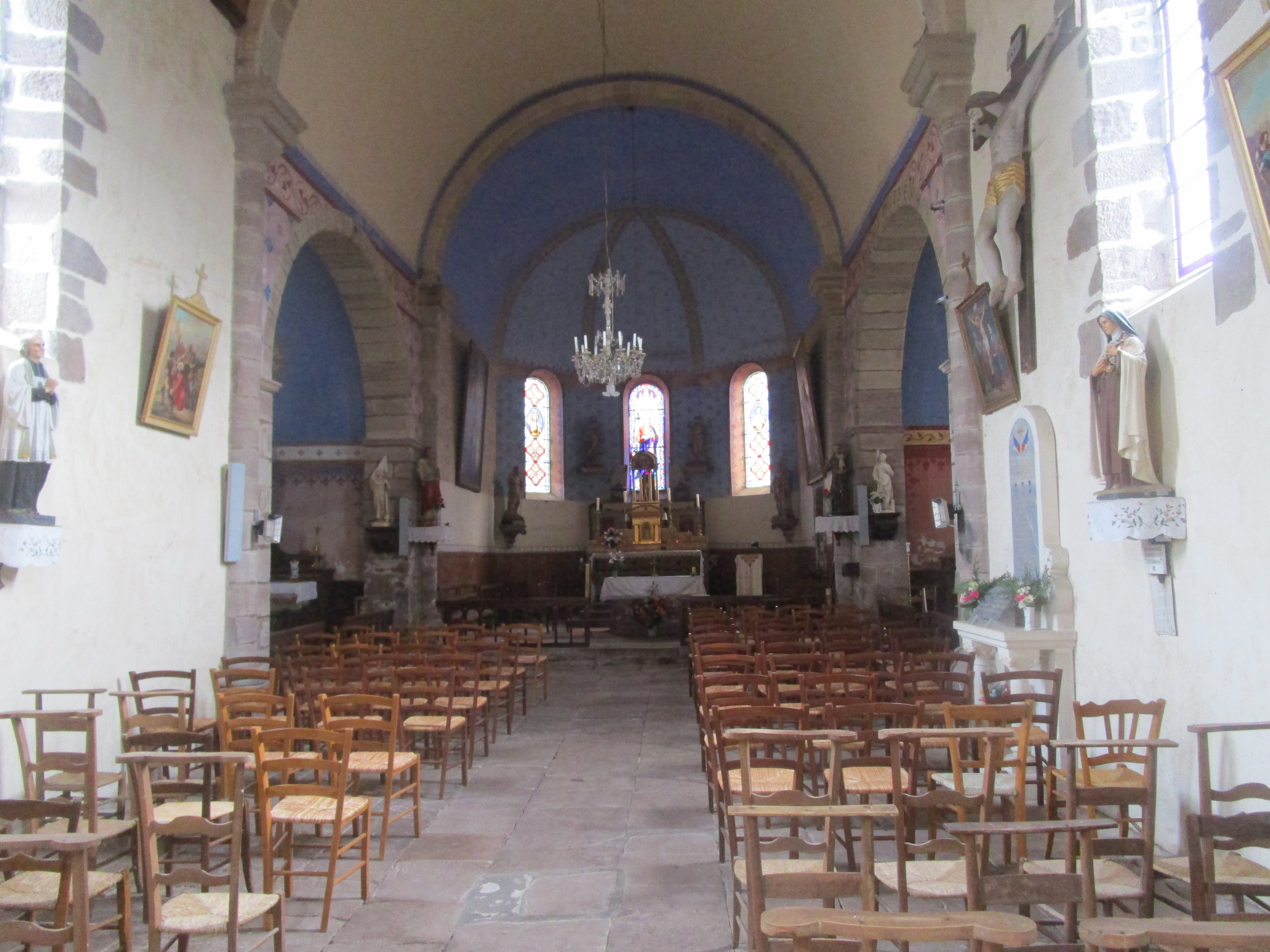
Église : vue de l'intérieur.
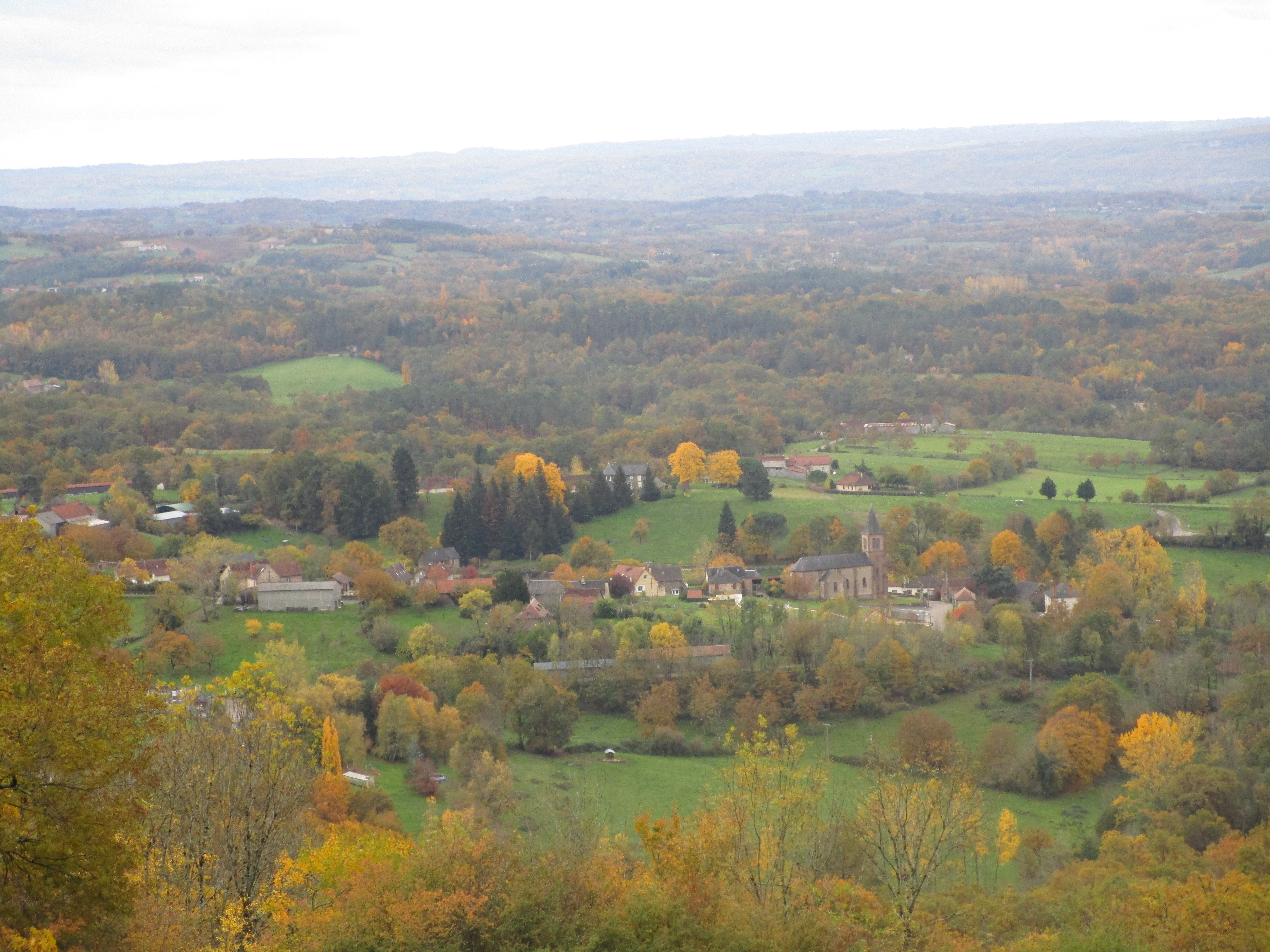
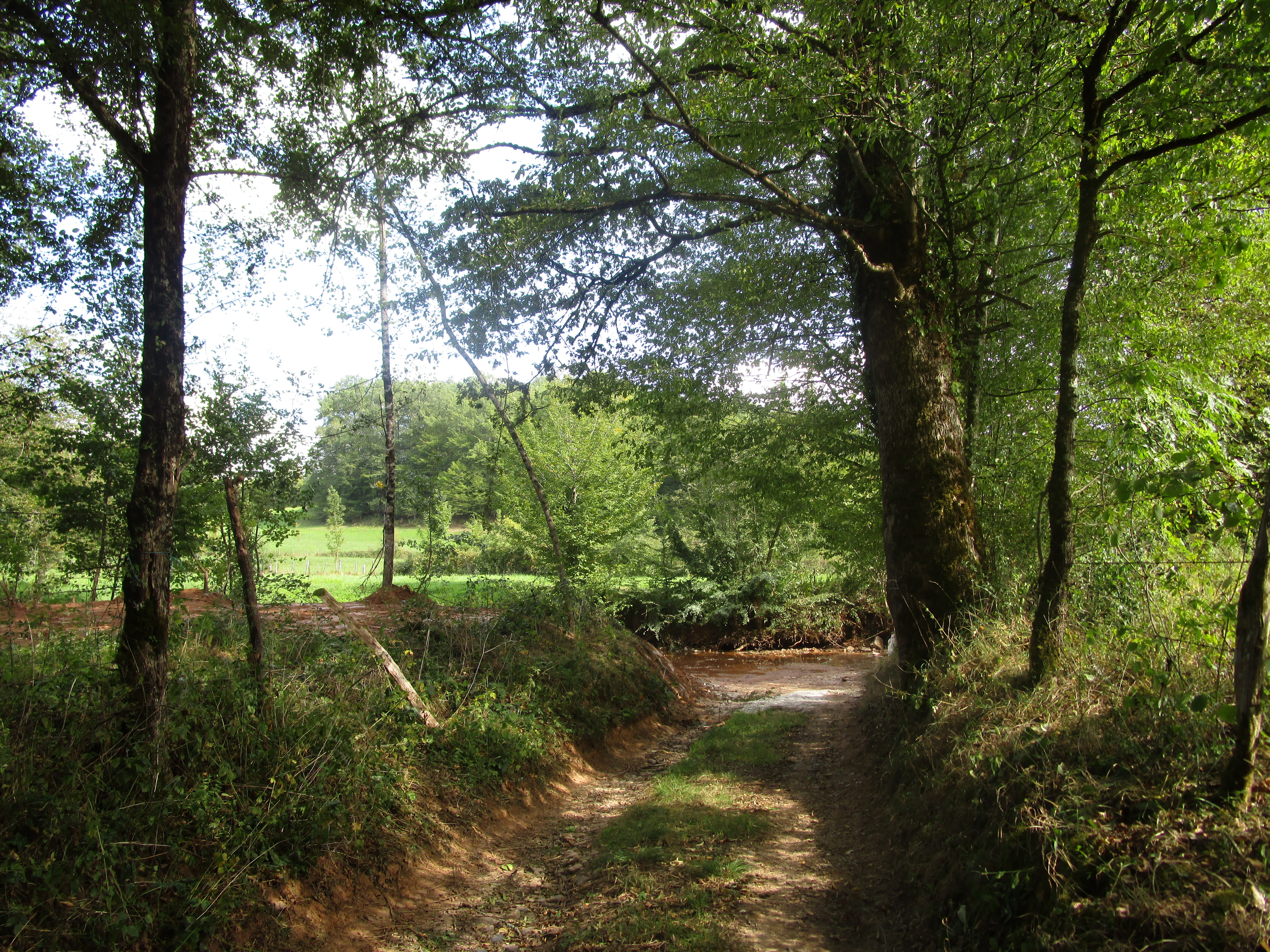
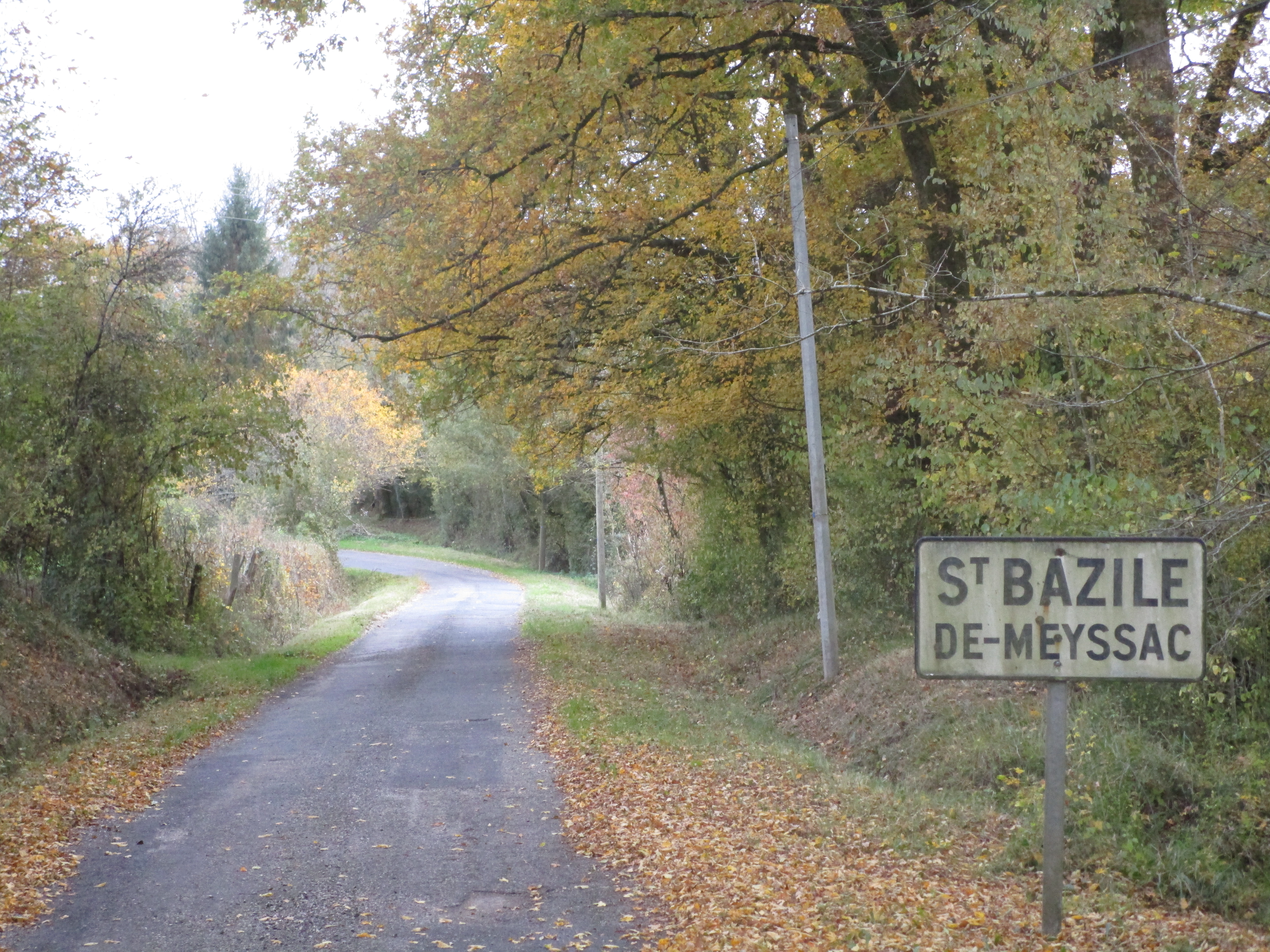
Une entrée du village les Sarres.

- Le Chassaing correspond à l'ancien village de Saint-Bazile-de-Meyssac à l'époque où celui-ci appartenait aux Hospitaliers de Bellechassagne. On y trouvait une église sous le vocable de Saint-Jean-Baptiste et Saint-Eloi déjà en ruine en 1617[25].

## Héraldique
| Blason de Saint-Bazile-de-Meyssac | Blason  | Écartelé : aux 1er et 4e d'azur au chevron d'argent accompagné de trois étoiles d'or, aux 2e et 3e burelés d'argent et d'azur de dix pièces, à la bande de gueules brochant. |
| Blason de Saint-Bazile-de-Meyssac | Détails | Le statut officiel du blason reste à déterminer. |